# Millenáris Sporttelep
Le Millenáris Sporttelep, est un stade de football, d'athlétisme et un vélodrome de cyclisme sur piste situé à Budapest en Hongrie. 

## Histoire
Ouvert en 1896 dans le 14e arrondissement de Budapest, le Millenáris Sporttelep accueille les premiers matchs de la sélection hongroise de football. D'une capacité de 8 130 places, le stade héberge aussi des compétitions d'athlétisme et de cyclisme sur piste, ce qui provoque une certaine rivalité entre footballeurs et cyclistes. Finalement, en 1911, la sélection quitte le stade, transformé en vélodrome en 1928, pour jouer dans de plus grands complexes sportifs. En 1945 et 1946, le club accueilles les matchs à domicile de football du Zuglói Madisz.
Le vélodrome agrandit sa capacité à 14 300 places officiellement, mais peut contenir 20 000 spectateurs. Le vélodrome accueille notamment les championnats du monde de cyclisme sur piste 1928, remportés par la France, se déroulant à la mi-août avec 20 000 visiteurs. Seul vélodrome du pays en 1928, le pays reçoit également des motards, des athlètes, des joueurs de tennis, des boxeurs, des lutteurs et des gymnastes. 
Prévu pour être démoli en 2006, les autorités locales doivent faire face à la colère des Hongrois qui veulent garder le stade ; les habitants remportent finalement leur combat et le stade reste. Après cela, le complexe sportif s'est développé de plus en plus dans les années 2010 avec la construction d'une patinoire de hockey sur glace et l'accueil de sportifs faisant du BMX ou du VTT.

## Évènements majeurs au Millenáris Sporttelep
- 1901-1911 : Matchs à domicile de l'équipe de Hongrie de football
- 1928 : Championnats du monde de cyclisme sur piste 1928